# Go to Church
Go to Church è un singolo del rapper Ice Cube, pubblicato nel 2006 ed estratto dall'album Laugh Now, Cry Later. Il brano vede la partecipazione di Snoop Dogg e Lil Jon.

## Video
Nel videoclip del brano, diretto da Marcus Raboy, appaiono, oltre ai tre interpreti, anche Clipse, Bubba Sparxxx, WC, Billie Joe Armstrong, Katt Williams, Ying Yang Twins e altri.